# Friedrich von Flotow
Friedrich Adolf Ferdinand von Flotow (27. dubna 1812 Teutendorf, Meklenbursko – 24. ledna 1883, Darmstadt, Hesensko) byl německý operní skladatel.  Nejznámější z jeho oper je Marta aneb Trh v Richmondu. 

## Život
Narodil se v roce 1812 jako druhé ze čtyř dětí a jako nejstarší syn šlechtice, statkáře a pruského kapitána Wilhelma von Flotowa (1785–1847) v Teutendorfu (od roku 1965 součást obce Sanitz) a jeho manželky, Caroline Sophie Rahel von Boeckmann (1792–1862). Oba rodiče byli amatérští hudebníci. Otec hrál na flétnu a matka na klavír. Od své matky Flotow získal první hudební vzdělání.
Otec původně plánoval pro syna diplomatickou kariéru, ale na doporučení klarinetového virtuóza Ivana Müllera souhlasil s dráhou hudebníka. Od roku 1828 tak Flotow studoval v Paříži na Conservatoire de Paris kompozici u Antonína Rejchy a hru na klavír na Johanna Petera Pixise. Tam se mimo jiné spřátelil s Charlesem Gounodem a Jacquesem Offenbachem.
V roce 1830 se na krátkou dobu vrátil do Německa a zkomponoval zde svá první dramatická díla: Pierre et Catherine, Rob Roy a La Duchesse de Guise. Byla poprvé bez většího úspěchu provedena v Paříži, kam se vrátil roku 1831.  Nicméně svěží melodie zaujaly ředitele Théâtre de la Renaissance, který mu svěřil libreto inspirované slavným obrazem Théodore Géricaulta Le Naufrage de la Meduse (Vrak Medusy). Stejnojmenná opera sklidila velký úspěch a během jediného roku byla hrána 54x.  Flotow ji později přepracoval a v roce 1845 byla uvedena v Hamburku pod názvem Die Matrosen (Námořníci).

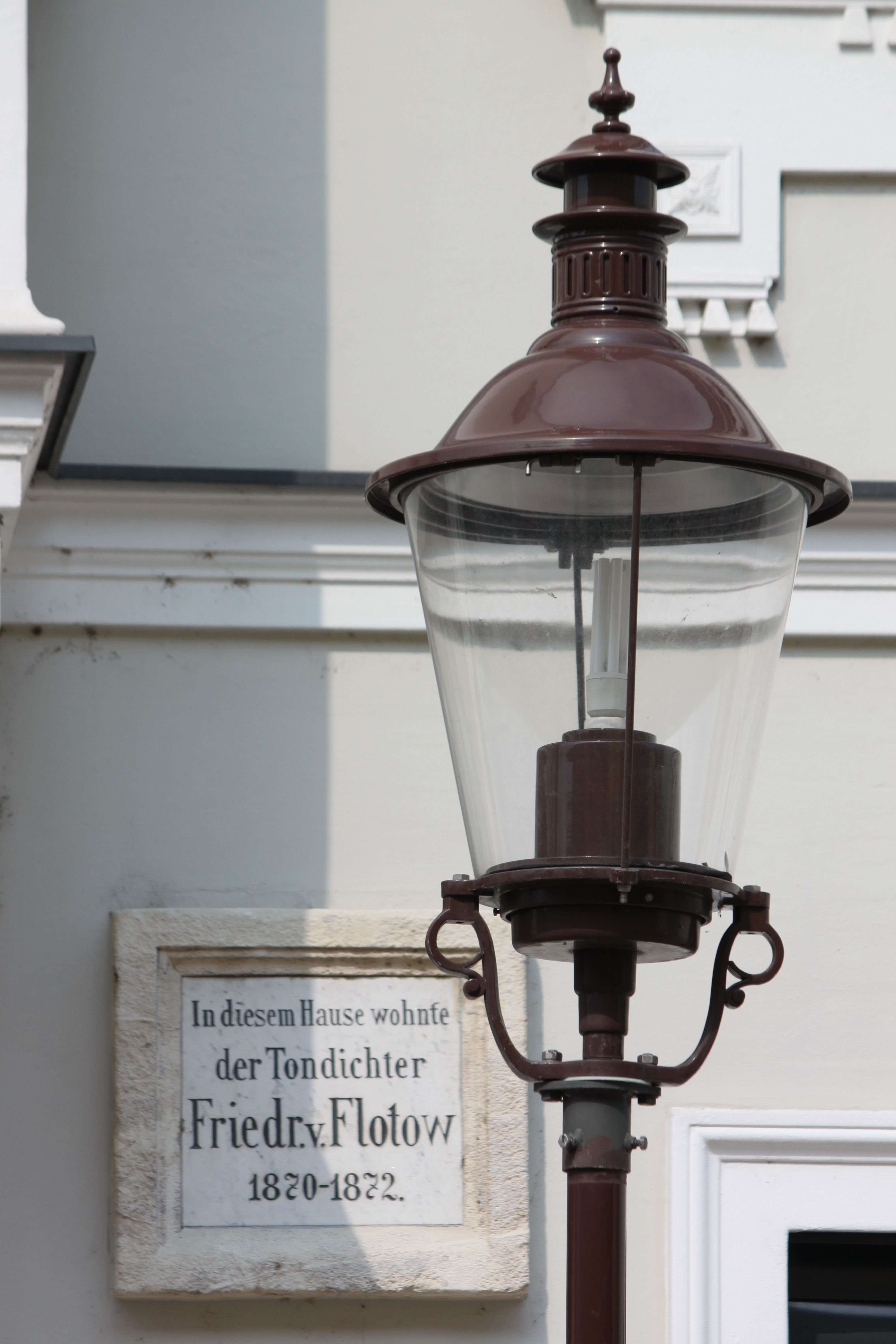
Pamětní deska ve Vídeňském Novém Městě

Po této opeře následovaly v krátkých intervalech opery Le Forestier (Lesník, 1840), L'Esclave de Camoens (Camoesův otrok, 1843) a Lady Harriet (1844), tato poslední ve spolupráci s Friedrichem Burgmüllerem a Edouardem Deldevezem (pro baletní scény). V roce 1844 byla poprvé provedena v Hamburku opera Alessandro Stradella, která přinesla velký úspěch. V následující sezóně se hrála v patnácti německých divadlech.  Od tohoto roku, především však díky další opeře s názvem Marta aneb Trh v Richmondu, která měla premiéru v roce 1847 ve Vídni, se stal Flotow slavný. V té době byla jeho Martha jednou z vůbec nejhranějších oper na scénách velkých divadel. Pozdější opery, jako jsou např. Grand Duchess (1850, libreto Charlotte Birch-Pfeiffer), Rübezahl (1853, libreto Gustav zu Putlitz) nebo Albin (1856, libreto Salomon Hermann Mosenthal) jsou již jen odleskem jeho starších děl.
V roce 1848 se vrátil do Meklenburska, aby převzal dědictví po otci. Dne 21. srpna 1849 se oženil s Elizabeth von Zadow (1832–1851), která však záhy zemřela při porodu a několik měsíců na to i malý syn.  V listopadu 1855 se oženil znovu s tanečnicí Annou Theen (1833-1872), která mu porodila tři děti, Williama (1855–1872), Friedricha (1857–1918) a Carolinu (1851–1864).
V roce 1855 byl Flotow jmenován intendantem dvorního divadla ve Schwerinu a komořím meklenburského velkovévody.  Pro slavnostní otevření schwerinského zámku po jeho přestavbě, která probíhala v letech 1843–1857, zkomponoval operu Johann Albrecht, Herzog von Mecklenburg (Johann Albrecht, vévoda meklenburský). Z této doby pochází také opera La Veuve Grapin (Vdova Grapinová).
V roce 1863 se Flotow všech postů vzdal a přestěhoval se do Vídně, kde působil v umělecké komunitě Die grüne Insel (Zelený ostrov) a komponoval řadu písní s doprovodem klavíru. Stál také u zrodu organizace německých dramatických autorů a skladatelů, která měla za úkol chránit autorská práva skladatelů. Střídavě pobýval v Paříži. 
V roce 1867 se Flotow rozvedl s manželkou Annou a o rok později se oženil s její sestrou Rosinou Theen (1846–1925). Z toho manželství měl další dceru. V letech 1870–1872 bydleli ve Vídeňském Novém Městě, Wiener Strasse 31. Svá poslední díla, mezi nimi opery Rosellana a Dřevěná šavle, skládal Flotow na otcovském panství v Teutendorfu. 
Od roku 1880 žil se svou sestrou Bernhardine Rößnerovou v Darmstadtu. Zemřel téměř slepý 24. ledna 1883, tři týdny před Richardem Wagnerem. Jeho hrob se nachází na starém hřbitově v Darmstadtu.

## Dílo (výběr)

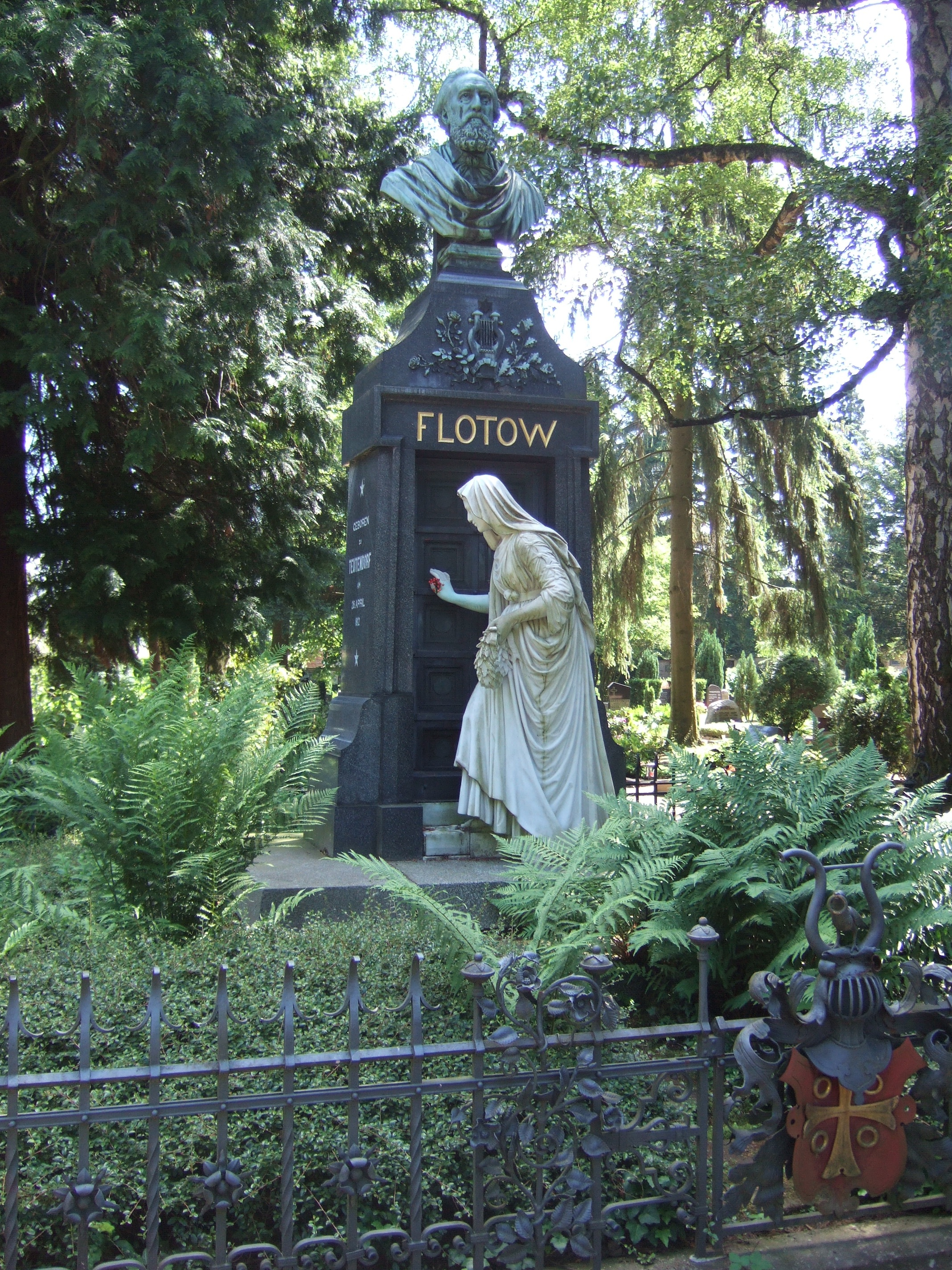
Hrob Friedricha von Flotow na Starém hřbitově v Darmstadtu

Flotow byl velmi plodný skladatel. Kromě asi třiceti oper skládal i balety a instrumentální díla. Věnoval se také tvorbě skladeb pro klavír, komorní hudby a písní.  Bohužel, většina jeho rukopisů byla v průběhu druhé světové války zničena při požáru archivu nakladatelství Bote & Bock v Berlíně. I jeho osobní majetek byl s několika výjimkami ztracen. V roce 1955 bylo založeno v Darmstadtu museum věnované skladatelovu životu a dílu.

### Jevištní díla

#### Opery
- Pierre et Cathérine, 1833 Paříž (německá verze Peter und Kathinka, 1834 Ludwigslust)
- Rob Roy (společně s Paulem Duportem a Pierre-Jean-Baptiste Desforgesem), 1836 Royaumont
- Le Naufrage de la Méduse, 1839 Paříž (německá verze Die Matrosen, 1845 Hamburk)
- L'Esclave de Camoëns, 1843 Paříž (německá verze Indra, das Schlangenmädchen, 1852 Vídeň)
- Alessandro Stradella, 1844 Hamburk
- Marta aneb Trh v Richmondu, (německy) Martha oder Der Markt von Richmond, 1847 Vídeň, zfilmováno 1916
- Die Großfürstin Sophia Catarina, 1850 Berlín
- Rübezahl, 1853 Frankfurt nad Mohanem
- Albin oder Der Pflegesohn, 1856 Vídeň
- Johann Albrecht, Herzog von Mecklenburg, 1857 Schwerin
- La Veuve Grapin, 1859 Paříž (německá verze Die Witwe Grapin, 1962 Berlín)
- Am Runenstein, 1865 Vídeň
- L'Ombre, 1870 Paříž (německá verze Ein Schatten, 1871 Vídeň)
- La Fleur d'Harlem, 1876 Turín

#### Balety
- Lady Harriette ou La Servante de Greenwich 1844 Paříž
- Die Gruppe der Thetis, 1858 Schwerin
- Der Tannkönig, ein Weihnachtsmärchen, 1861 Schwerin

### Instrumentální díla

#### Skladby pro orchestr
- Klavírní koncert č. 1 a-moll, 1830
- Klavírní koncert č. 2 c-moll, 1831
- Jubelouverture F-dur, 1852
- Fackeltanz Es-dur, 1853

#### Komorní hudba
- 6 Chants du soir pro violoncello a klavír, 1839 (s Jacques Offenbachem)
- Trio de salon a-moll pro housle, violu a klavír, 1845
- Sonáta pro housle a klavír A-dur op. 14, 1861
- Fantasie pro flétnu a klavír op. 16
- Nocturno pro hoboj a klavír op. 47
- Kvartet pro housle, violoncello, lesní roh a klavír g-moll

#### Klavír
- Pièce à quatre mains, 1833
- Trois Valses allemandes, un galop et une mazurka, 1833
- 6 etud pro klavír čtyřručně, 1874

### Písně
- 6 Rêveries, 1839 (s Jacques Offenbachem)
- 4 Savoyardenlieder op. 17, 1875
- 3 písně a balady:
  - Heimweh: „In die Heimat möcht ich wieder“
  - Lied der Amme: „Schließ die Äuglein, holder Knabe“
  - Frühlingswunsch
- 3 písně:
  - Silvia: „Kehrt jemals er zurück“
  - Serenade: „Seit einer Stunde“
  - Sehnsucht nach der Nachtigall
- 4 písně: (č. 1 a 4 ztraceny)
  - 2. Christabel
  - 3. „Alone, not yet alone“